# Hypocopra cataphracta
Hypocopra cataphracta är en svampart som beskrevs av J.C. Krug & Cain 1974. Hypocopra cataphracta ingår i släktet Hypocopra och familjen kolkärnsvampar.   Inga underarter finns listade i Catalogue of Life.